# William Fox (Produzent)

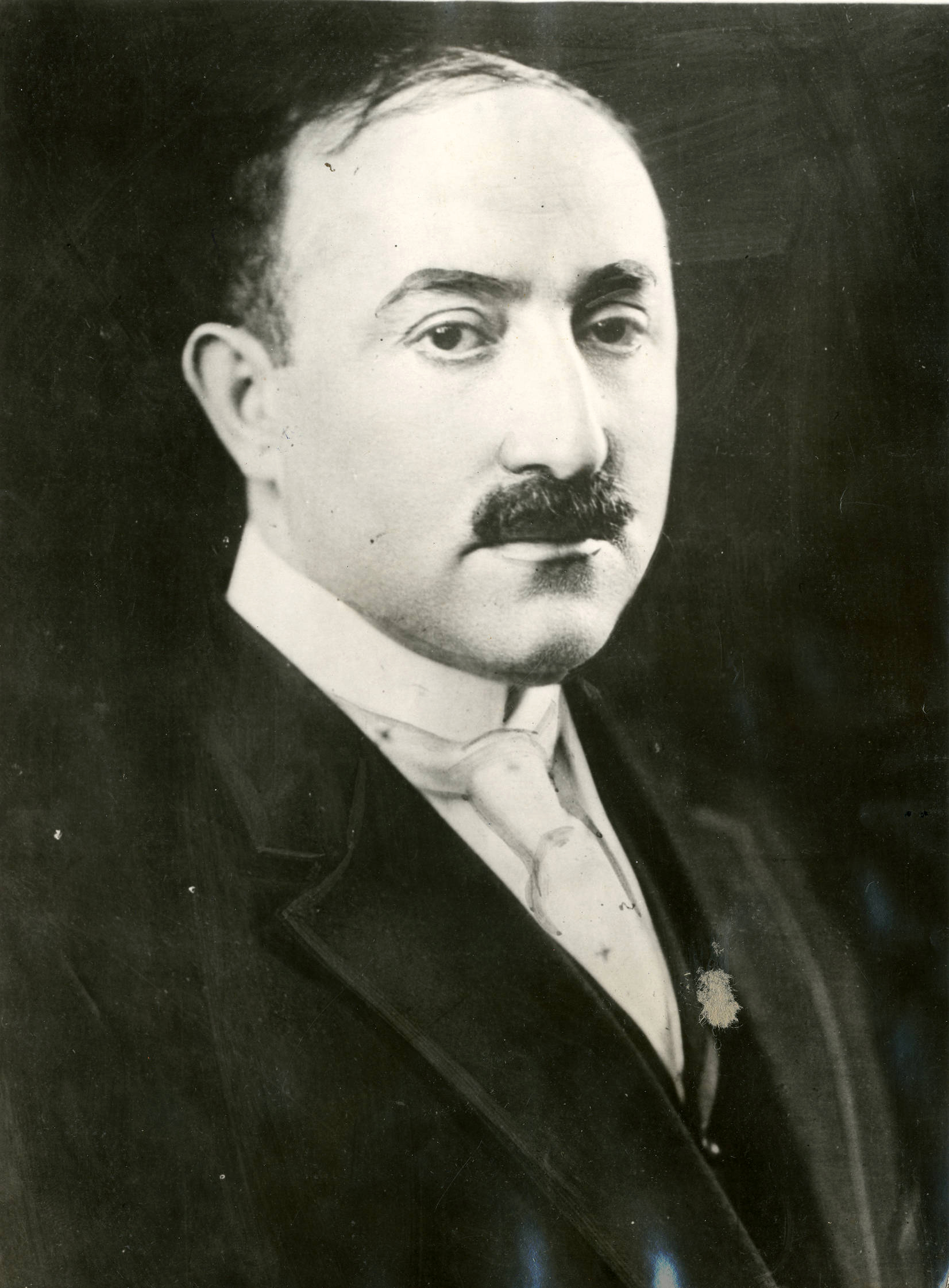
William Fox (1921)

William Fox (* 1. Januar 1879 in Tolcsva in Österreich-Ungarn als Wilhelm Fuchs, nach anderen Quellen als Vilmos Fried; † 8. Mai 1952 in New York) war ein Filmproduzent. Er war Gründer der Fox Film Corporation, aus der später das Unternehmen 20th Century Fox hervorging.

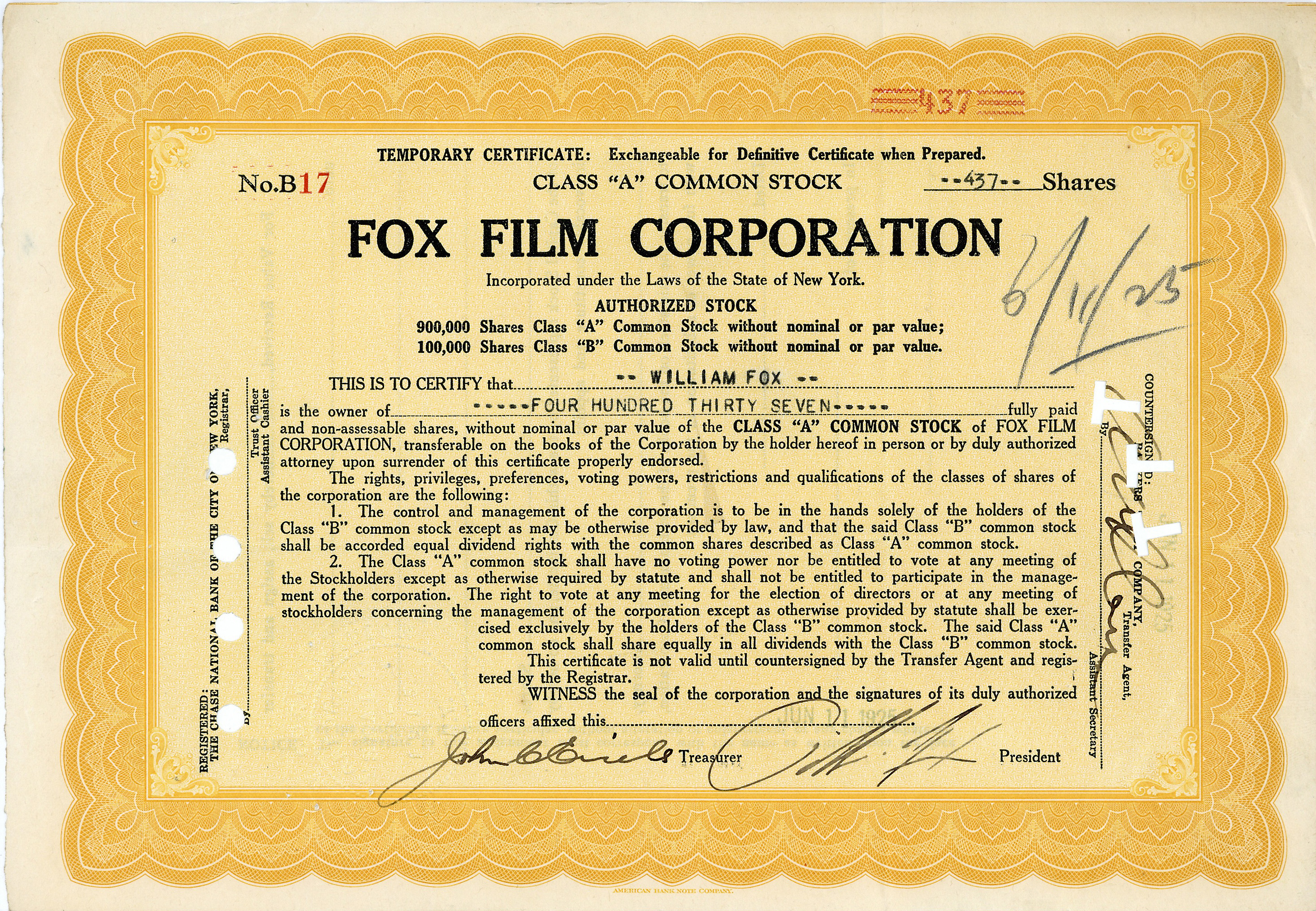
Historische Aktie über 437 Shares der Fox Film Corporation, ausgestellt auf und original signiert von William Fox als Präsident, datiert am 11. Juni 1925

## Leben
William Fox wurde als Wilhelm Fuchs als eines von 13 Kindern einer ungarischsprachigen jüdischen Familie in Tolcsva geboren. Seine Eltern waren Michael Fried und Hannah Fuchs. Die Familie emigrierte nach New York City, als er noch im Kindesalter war. Mit elf Jahren verließ er die Schule, um seine Eltern zu unterstützen. Nach einem wenig erfolgreichen Versuch, in der Textilbranche eine Karriere aufzubauen, kaufte sich Fox 1904 sein erstes Lichtspielhaus, die damals noch Penny Arcade oder Nickelodeon hießen. Das Publikum konnte sich dort kurze Filmstreifen ansehen, die selten mehr als fünf bis zehn Minuten dauerten. Aus diesen Anfängen entwickelte sich rasch eine Kette von 15 Häusern, vorwiegend in Manhattan und Brooklyn. Fox erkannte rasch, dass mit dem Vertrieb von Filmen eine höhere Gewinnmarge zu erzielen war als mit dem Vorführen und gründete die The Greater New York Rental Company. 1914 kam zu seinem Kino- und Verleihunternehmen auch noch eine Filmproduktionsgesellschaft hinzu, die er in jenem Jahr gründete. Dazu mietete Fox ein Studio in Fort Lee an, einer Vorstadt westlich von New York im Bundesstaat New Jersey, die damals das Zentrum der noch an der Ostküste beheimateten US-Filmindustrie war.
1915 gründete er die Fox Film Corporation, in der er seine drei Unternehmen der Kino-, Verleih- und Produktionsbranche zusammenfasste. Im selben Jahr machte er aus Theda Bara den ersten Vamp und damit das erste Sexsymbol des Kinos. Dank des überragenden finanziellen Erfolgs von A Fool There Was, einem der frühen abendfüllenden Spielfilme, stieg die Firma rasch zu einem prosperierenden Unternehmen auf. 1919 zog das Unternehmen schließlich nach Hollywood, das sich in jenen Jahren zur mächtigsten Filmmetropole der Welt entwickelte. 1921 wehrte er erfolgreich den Versuch der Patent Company ab, seine Unternehmen aufzukaufen.
Bis Ende der 20er-Jahre erhöhte sich die Leistung seines Unternehmens auf etwa 50 neue Filme jährlich und über 250 Kinos. Einer der größten künstlerischen Erfolge war der Film Sunrise, bei dem Friedrich Wilhelm Murnau Regie führte. Fox machte zudem aus der Hauptdarstellerin des Streifens Janet Gaynor sowie Charles Farrell nach dem Erfolg von Das Glück in der Mansarde unter der Regie von Frank Borzage ab 1927 eines der populärsten Traumpaare der Kinos, deren Erfolg mit Greta Garbo und John Gilbert sowie dem Team Ronald Colman/Vilma Bánky konkurrierte. Die renommierteren Regisseure des Studios wie Murnau oder Borzage erhielten für Hollywood-Verhältnisse große künstlerische Freiheiten.
William Fox versuchte in den späten 1920er Jahren, eine monopolartige Stellung in der Filmindustrie aufzubauen. Anfang 1929 war er sich mit den Anteilseignern der Loew’s, Inc., der Muttergesellschaft von MGM, über den Kauf der Aktienmehrheit einig. Doch ein schwerer Verkehrsunfall, der Fox Mitte des Jahres für zwei Monate komplett an das Krankenbett fesselte sowie die Weltwirtschaftskrise verhinderten die Umsetzung der Vereinbarung. Die Aktien der Fox Film Corporation fielen nach dem Börsencrash innerhalb von zwei Tagen von 119 auf einen US-Dollar. William Fox war ruiniert und musste 1930 seine Firma für 18 Millionen Dollar an ein Konsortium von Bankiers verkaufen. Die Fox Film Corporation wurde 1935 mit 20th Century Pictures zur 20th Century Fox fusioniert. Endlose Rechtsstreitigkeiten mit seinen Gläubigern zwangen William Fox dazu, 1936 den Bankrott zu erklären. 1941 wurde er zu einem Jahr Gefängnis wegen versuchter Bestechung eines Richters verurteilt. Am Ende schaffte es Fox, seine gesamten Schulden zurückzuzahlen, und lebte die restlichen Jahre seines Lebens in einigem Wohlstand dank etlicher Patente, die er noch hielt, insbesondere an verschiedenen Tonfilmsystemen wie dem Tri-Ergon Verfahren.
Der Autor Upton Sinclair schilderte 1933 den dramatischen Fall des Moguls in der Reportage Upton Sinclair Presents William Fox.